# Al Fidar
Al Fidar est un village situé au sud de la localité de Jbeil (Byblos).